# Vanessa Marcil
Vanessa Marcil (Indio, Kalifornia, 1968. október 15. –) amerikai színésznő.

## Gyermekkora és családja
Anyja, Patricia Ortiz gyógynövényekkel foglalkozik, apja, Pete Ortiz, vállalkozó. Három idősebb testvére van: Sam (1958.11.16.) Tina (1959.10.20.) és Sherry (1962.09.07.). Vanessa apai ágon mexikói, anyai ágon amerikai, francia, olasz és portugál felmenőkkel rendelkezik.
Tehetsége már korán megmutatkozott: az általános iskolában másodikos korában elindult egy hatodikosoknak rendezett tehetségkutató versenyen egy saját maga szerezte dallal és nyert. Az Indio Középiskola befejezése után jogi egyetemet végzett.

## Pályafutása
Vanessa 1992-ben tűnt fel először a General Hospital című televíziós sorozatban. 1992 és 2015 között háromszázötven részben alakította Brenda Barrett visszatérő szereplőt. 1996-ban debütált a mozivásznon A szikla című filmben, mint Stanley Goodspeed (Nicolas Cage) barátnője, Carla. Még ugyanebben az évben főszerepet kapott a Szeretni és csalódni című tévéfilmben. 1998 és 2000 között a Beverly Hills 90210 című sorozatban harminchét részen át alakította Gina Kincaidet. Ezt követően a Las Vegas című sorozatban Sam Marquezként tűnt fel, százhat epizódon át. Ezután több sorozatban is játszott néhány epizód erejéig.

## Érdekességek
Egyes források szerint 1989-től 1993-ig Corey Feldman színész felesége volt, ám a Maxim magazin 2005 júniusi számában azt nyilatkozta, hogy nem voltak házasok.[forrás?]

## Filmográfia

### Film
| Év   | Magyar cím              | Eredeti cím           | Szerep           | Magyar hang    |
| ---- | ----------------------- | --------------------- | ---------------- | -------------- |
| 1996 | A szikla                | The Rock              | Carla Pestalozzi | Kocsis Judit   |
| 1997 |                         | 976-WISH (rövidfilm)  | Danielle         |                |
| 1999 | A jófiúk egyedül hálnak | Nice Guys Sleep Alone | Erin             | Németh Borbála |
| 2000 |                         | This Space Between Us | Maggie Harty     |                |
| 2002 | A kód neve: világvége   | Storm Watch           | Tess Woodward    | Bertalan Ágnes |
| 2014 |                         | Borrowed Moments      | Christine        |                |

### Televízió
| Év        | Magyar cím                       | Eredeti cím                           | Szerep                 | Megjegyzések                                          |
| --------- | -------------------------------- | ------------------------------------- | ---------------------- | ----------------------------------------------------- |
| 1992–2013 |                                  | General Hospital                      | Brenda Barrett         | visszatérő szereplő                                   |
| 1996      | Szeretni és csalódni             | To Love, Honor and Deceive            | Sydney Carpenter       | tévéfilm                                              |
| 1996      |                                  | General Hospital: Twist of Fate       | Brenda Barrett         | tévéfilm                                              |
| 1997      |                                  | High Incident                         | Kerry Andrews          | 2 epizód                                              |
| 1998–2000 | Beverly Hills 90210              | Beverly Hills, 90210                  | Gina Kincaid           | - főszereplő - magyar hangja:[forrás?] - Bíró Anikó   |
| 2001      | Kerge város                      | Spin City                             | Crazy Kara             | 1 epizód                                              |
| 2001–2003 | New York rendőrei                | NYPD Blue                             | Carmen Olivera nyomozó | 2 epizód                                              |
| 2003–2008 | Las Vegas                        | Las Vegas                             | Sam Marquez            | - főszereplő - magyar hangja:[forrás?] - Törtei Tünde |
| 2004–2005 | Bostoni halottkémek              | Crossing Jordan                       | Sam Marquez            | 2 epizód                                              |
| 2008      | Rúzs és New York                 | Lipstick Jungle                       | Josie Scotto           | 3 epizód                                              |
| 2008      | Dajka kalamajka                  | The Nanny Express                     | Kate Hewitt            | - tévéfilm - magyar hangja: - Mezei Kitty             |
| 2009      | Nyomtalanul                      | Without a Trace                       | Kim Marcus             | - 3 epizód - magyar hangja:[forrás?] - Törtei Tünde   |
| 2009      |                                  | One Hot Summer                        | Margarita Silva Santos | tévéfilm                                              |
| 2010      | A Bannen-módszer                 | The Bannen Way                        | Madison                | - websorozat - magyar hangja: - Pikali Gerda          |
| 2012      | Hawaii Five-0                    | Hawaii Five-0                         | Dr. Olivia Victor      | 1 epizód                                              |
| 2013      |                                  | American Girl Trapped on a Telenovela | Sarah Forlenza         | 1 epizód                                              |
| 2014      | Az éden foglyai                  | Stranded in Paradise                  | Tess Nelson            | - tévéfilm - magyar hangja: - Törtei Tünde            |
| 2014      | Gordon Ramsay – A pokol konyhája | Hell's Kitchen                        | önmaga                 | 1 epizód                                              |
| 2015      |                                  | Queens of Drama                       | önmaga                 | 11 epizód                                             |
| 2016      | Eljátszani és megszeretni        | The Convenient Groom                  | Dr. Kate Lawrence      | tévéfilm                                              |
| 2017      |                                  | The Wrong Mother                      | Kaylene                | tévéfilm                                              |
| 2018      |                                  | Bad Tutor                             | Kelly                  | tévéfilm                                              |
| 2019      |                                  | My Stepfather's Secret                | Tina                   | tévéfilm                                              |